# Сатурн-1
«Сатурн I» (англ. Saturn I) — американська ракета-носій, перша американська ракета-носій призначена спеціально для виведення вантажів на орбіту Землі, і перша ракета-носій з сімейства ракет-носіїв Сатурн. Мала непропорційно маленький другий ступінь в порівнянні з першим.
Спочатку замислювалася, як універсальна військова ракета на 60-ті роки. Але було здійснено лише десять запусків за програмами НАСА, і вона була замінена ракетою-носієм Сатурн-1Б, в якій той же перший ступінь, а другий ступінь збільшений більш ніж удвічі, й обладнаний новим потужнішим двигуном J-2.

## Історія створення
Ракета-носій «Сатурн С-1», як спочатку називалася «Сатурн-1», складалася в первинному варіанті з трьох ступенів. На першому ступені S-1 була встановлена зв'язка двигунів Н-1 сумарною тягою 680 тонн або 1,5 мільйона фунтів. На другому ступені S-IV в первісному варіанті встановлювалися чотири киснево-водневих двигуна загальної тягою 36 тонн, а на третьому ступені SV — два таких же двигуна що і на другий.
У березні 1961 року другий ступінь перепроектували під 6 двигунів загальною тягою 40,8 тонни. А в червні 1961 року був виключений третій ступінь SV.

## Використання
При останніх п'яти запусках на ракету-носій «Сатурн-1» аж до 1965 року (всього 10 пусків) як корисне навантаження встановлювався макет основного блоку корабля «Аполлон» і система аварійного порятунку. При цьому макет «Аполлона» виводився на навколоземну орбіту.
Всі запуски ракет-носіїв сімейства «Сатурн» закінчилися успішно. Цей 100-відсотковий результат, який можна тільки повторити, став результатом ретельного наземного відпрацювання, включаючи вогневі випробування зібраних ступенів ракет-носіїв.